# Viacheslav von Pleve
Viacheslav Konstantínovich von Pleve (en ruso: Вячесла́в Константи́нович фон Пле́ве, romanización Vjačeslav Konstantínovič fon Pleve), a veces también Plehve o von Plehwe (Meshchovsk, 1846-San Petersburgo, 1904), fue un funcionario, político y ministro ruso.
Nacido en 1846, ingresó en el funcionariado imperial en 1867. En 1881, se le nombró director del Departamento de Policía y en 1899, ministro del Ducado de Finlandia, donde adquirió fama de defensor de la autocracia. Aprobó una serie de medidas que acabaron con la autonomía que el ducado disfrutaba desde su ingreso en el imperio en 1809, lo que fomentó el nacionalismo finlandés.
Inteligente, entregado a conservar el modelo político absolutista ruso y consciente de la crisis que atravesaba el país, el zar le nombró ministro de Interior —el puesto más importante de la Administración— en abril de 1902, tras morir asesinado su antecesor. Se le considera uno de los estadistas más reaccionarios y astutos de los últimos años del imperio. Se convirtió en la principal figura gubernamental, junto con el ministro de Finanzas, Serguéi Witte, que ansiaba como él dirigir la política nacional.
Pleve trató de forjar un sistema autocrático fuerte, dispuesto a adaptarse a la nueva situación, pero solo mediante reformas graduales dirigidas por el propio régimen. Sin tolerancia para la disensión, Pleve admitía la cooperación subordinada de la sociedad, de los organismos locales y de las minorías, pero siempre bajo el control y dirección estatales. Para reforzar la autoridad de la monarquía, trató de recobrar el respaldo de la nobleza, mejorar la situación económica de obreros y campesinos para neutralizar su descontento, aplastar a los movimientos revolucionarios mediante el uso de la policía y lograr la cooperación de la sociedad. Sin embargo, sus reformas fueron tan limitadas y sus medidas de represión tan extensas que solo lograron agravar la hostilidad de los distintos sectores de la población (campesinos, obreros, nobleza, clases medias de las provincias o minorías). Murió asesinado por la Organización de Combate Socialrevolucionaria, paradójicamente encabezada entonces por un agente de la policía, en julio de 1904, pocos meses antes del estallido de la Revolución rusa de 1905.

## Comienzos
De orígenes relativamente modestos, Pleve era nieto de un alemán emigrado a Rusia en la década de 1820 desde Poznan, en la Polonia prusiana. Su padre, Kostantín Grigórievich, el hijo mayor de la familia, había estudiado en la Universidad de Moscú y trabajaba como maestro. Se había casado con su madre, Elizaveta Mijáilovna, hija de un terrateniente modesto. Viacheslav nació en Meshchovsk, Gobernación de Kaluga —donde su padre se hallaba destinado como profesor de historia y geografía—, a unos 210 km al suroeste de Moscú, el 8 de abril de 1846.
Tras cinco años en Meshchovsk, la familia se trasladó a Varsovia, en el Zarato de Polonia, donde el padre había aceptado un puesto de profesor del gimnasio de la ciudad. Pasó su juventud, hasta los dieciséis años, en Varsovia, donde creció rodeado de judíos. En 1862, poco antes de la revuelta polaca, sus padres lo enviaron de regreso a Rusia para completar su educación; estudiante brillante, se graduó primero de su clase en el gimnasio de Kaluga antes de ingresar ese mismo año de 1863 en la Universidad de Moscú para estudiar Derecho. Pleve disfrutó de sus años universitarios y en 1894 fundó una beca con su nombre en la universidad; se graduó en 1867. Poco después de su graduación en agosto de ese año, entró como abogado al servicio de Estado; ambicioso y con talento, ascendió con rapidez.

## Carrera en provincias
Pleve ingresó en el Ministerio de Justicia como fiscal, encargado de la defensa de los intereses estatales y de la investigación y persecución de delitos políticos. Pasó catorce años en el ministerio, periodo que coincidió al principio con el ministro ministerio de  Konstantín Pahlen, opuesto a algunas de las reformas del sistema judicial aprobadas en 1864, entre ellas la independencia del poder judicial, y conocido por ascender a los funcionarios obedientes con el ministerio e inclinados a cooperar con las autoridades. Tras un año de distinguido servicio en un puesto menor en la fiscalía de Moscú, lo transfirieron a Vladímir, donde pasó tres años y contrajo matrimonio con Zinaída Nikoláievna Uzhumétskaya-Gritsévich, hija de un oficial de rango medio (27 de abril de 1869). Al año de matrimonio, nació la primera hija, Elizaveta; el segundo hijo, Nikolái, nació dos años más tarde.  En 1870, ascendió por primera vez, a ayudante del fiscal de Tula; tres años más tarde recibió otro ascenso y se lo trasladó a Vólogda como fiscal provincial. Su habilidad en la reforma judicial de la provincia lo hizo destacar y el ministro lo nombró ayudante del fiscal del Tribunal de Justicia de Varsovia en 1876.
En su periodo en Polonia, mostró la misma habilidad y energía que en los puestos anteriores, pero comenzó a investigar delitos políticos, área en la que forjó su reputación. Su brillante desempeño en Varsovia lo condujo a nuevos ascensos y honores y a obtener la supervisión de la fiscalía de Kiev y, en 1879, a que se lo nombrase fiscal del Tribunal de Justicia de la capital.

## Carrera en la capital

### Fiscal de San Petersburgo

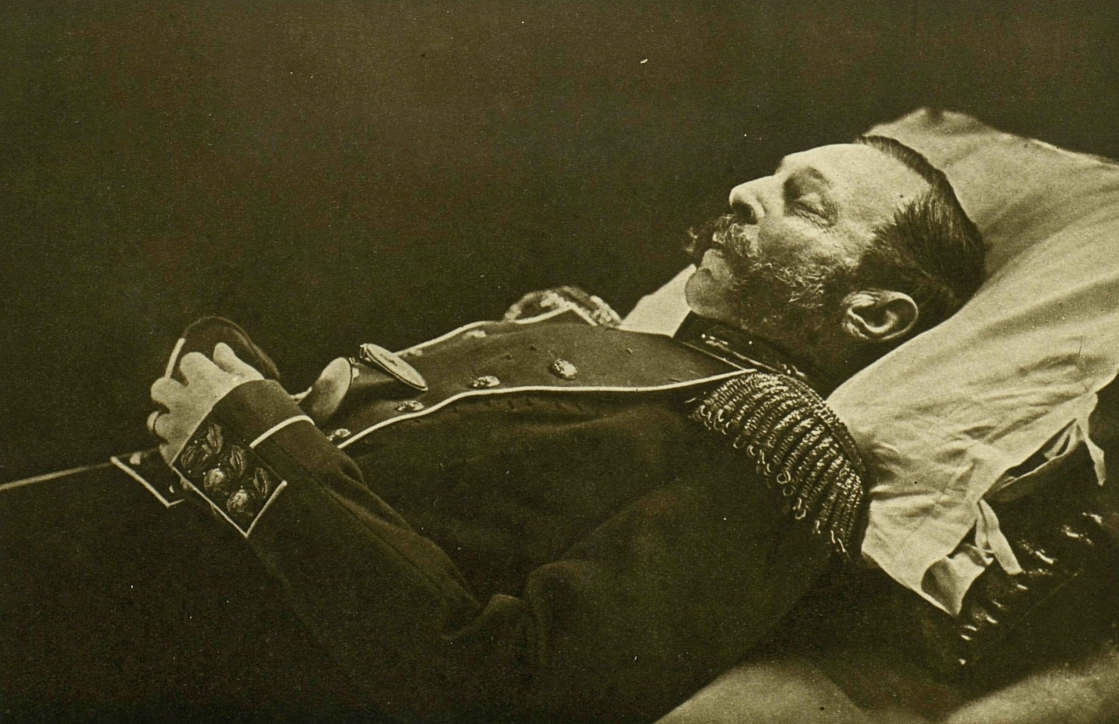
Alejandro II en 1881. Pleve tuvo un destacado papel como fiscal de San Petersburgo en la investigación de los atentados contra el emperador, incluido el que le costó la vida.

Pleve fungió como fiscal capitalino durante dos años, de 1879 a 1881, y tuvo que investigar diversos atentados contra el emperador, Alejandro II. El fallido atentado del 5 de febrero de 1880, en el que se trató de asesinar al monarca volando parte del Palacio de Invierno, dio la oportunidad a Pleve de mostrar sus capacidades al propio zar, ya que tuvo que presentar ante él el informe sobre el atentado. El monarca quedó muy impresionado por la habilidad del joven fiscal.

### Al frente de la policía
Se distinguió nuevamente en la investigación, detención y castigo de los asesinos del monarca, que habían logrado acabar con su vida en un nuevo atentado el 1 de marzo de 1881. En menos de un mes, los cabecillas de la conspiración que había acabado con el soberano habían sido detenidos, juzgados y colgados. Tras ciertas dudas, Pleve aceptó abandonar el Ministerio de Justicia para pasar al de Interior como director del Departamento de Policía Estatal, con el objetivo de eliminar las organizaciones revolucionarias (15 de abril de 1881). Entregado a esta difícil tarea, a la que se dedicó con esfuerzo característico, logró eliminar el poder de Naródnaya Volia («Voluntad Popular») para cuando abandonó el departamento en 1884. Se labró en este puesto fama de brillante administrador y policía, que había devuelto la calma al imperio. A pesar de los sucesivos relevos al frente del ministerio ante cualquier atisbo de concesiones que el nuevo zar Alejandro III rechazaba, Pleve se mantuvo en su cargo y heredó la policía reorganizada y los nuevos poderes del último ministro del monarca asesinado. Utilizó estos para extender el control policial de la población, intensificar la persecución de los revolucionarios y aumentar el control de las universidades y de la prensa. Desempeñó un papel destacado en la redacción del Estatuto sobre Medidas para la Conservación de la Seguridad del Estado y del Orden Público, una nueva ley aprobada en agosto de 1881 que permitía restringir las libertades civiles e incluso imponer la ley marcial en las regiones que se considerasen bajo amenaza revolucionaria; aprobada como medida de emergencia, permaneció en vigor hasta la caída de la monarquía. Convencido de que la mayoría de los revolucionarios surgían de la influencia de las universidades y de la prensa liberal, trató de controlar las primeras y de reprimir la segunda. En su persecución de los revolucionarios, utilizó agentes dobles y arrepentidos con los que consiguió desbaratar su organización y detener a sus principales dirigentes.

### Viceministro de Interior
En julio de 1884, se lo nombró senador, cargo de prestigio para un hombre aún en la treintena; seis meses más tarde, abandonó el mando de las fuerzas policiales para convertirse en uno de los viceministros de Interior, donde desempeñó un importante papel, tanto por las limitaciones de sus colegas como por su habilidad y esfuerzo personales y la enfermedad del ministro, que le permitió a menudo sustituirlo. Tras la muerte del ministro Tolstói, sin embargo, el zar decidió no nombrarlo para dirigir el ministerio, aunque lo mantuvo como ayudante del nuevo ministro, de capacidades limitadas y que siguió apoyándose en Pleve. Aún sin contar con un puesto oficialmente importante ni con la confianza del emperador, dirigía en la práctica el ministerio.
En 1890, presidió una comisión sobre asuntos judíos que aconsejó el endurecimiento de las restricciones que sufrían y la paulatina expulsión del imperio, sugerencias que finalmente el Gobierno desechó por temor a perder crédito en el extranjero. Por otro lado, dirigió en la práctica el comité de ayuda en la hambruna rusa de 1891, presidido por el futuro zar Nicolás II. El mismo año, ingresó en la nobleza hereditaria.

### Secretario imperial
A pesar de su ambición de alcanzar el puesto de ministro del Interior, el 1 de enero de 1894, se lo relevó de su cargo de viceministro y se lo nombró secretario imperial, jefe de la Cancillería imperial, organismo dependiente del Consejo de Estado que revisaba la legislación y gestionaba la selección de los consejeros de Estado. Ascenso aparente, no fue bien recibido por Pleve, ya que lo alejaba del Gobierno. Poco dedicado a los asuntos de la Cancillería, cuidó, sin embargo, los nombramientos de consejeros de Estado a través de las propuestas de candidatos al zar. En la revisión de los estatutos jurídicos de 1894, se mostró favorable a la abolición de la independencia judicial y a la restricción de uso del jurado, posiciones que resultaron derrotadas en la comisión que las estudió. En 1899, alcanzó el cargo de consejero, el segundo en importancia en el escalafón de la administración pública imperial.
Aún ignorado para el puesto de ministro de Interior, participó en la redacción y aplicación de las medidas que restringieron la tradicional autonomía política y militar finlandesa. Tuvo un destacado papel en la redacción del manifiesto imperial del 3 de febrero de 1899, parte de la legislación que acabó con la autonomía de Helsinki. El 17 de agosto de 1899, y con el apoyo del gobernador general del Gran Ducado de Finlandia, en nacionalista ruso Nikolái Bóbrikov, el zar lo nombró secretario de Estado para Finlandia, que supuestamente representaba a esta en San Petersburgo y solía estar ocupado por un finlandés.

### Secretario de Estado para Finlandia
Aparentemente más moderado que Bóbrikov, los finlandeses lo recibieron con hostilidad y en la práctica respaldó las medidas de rusificación del gobernador general. Si en 1898 Bóbrikov había aumentado el corto servicio militar finlandés y permitido la inclusión de los reclutas finlandeses en unidades rusas —medida ampliamente rechazada en Finlandia—, en febrero de 1899, el zar había confirmado la preeminencia de las leyes imperiales sobre las del Ducado. Durante el mandato de Pleve, se aprobó (en 1901) el sistema de levas, que se enfrentó a una intensa oposición pasiva en toda Finlandia, y a la introducción de funcionarios rusos en la administración finlandesa. Se reforzaron los poderes de la Policía y se introdujo el idioma ruso en la administración y en las escuelas; en abril de 1903, se suspendió la Constitución de Finlandia (el propio Imperio ruso careció de Constitución hasta 1906) y Bóbrikov comenzó a gobernar con poderes dictatoriales hasta su asesinato en junio de 1904, un mes antes del homicidio del propio Pleve.

## Ministro de Interior

### Carácter de Pleve
Inteligente, de buena memoria, gran trabajador, calmado, educado, imperturbable y con gran talento para el trabajo administrativo, gustaba de la sinceridad y era un hombre sofisticado y cultivado. Por otro lado, carecía de visión amplia y su carrera se limitaba a la Administración pública, que consideraba como remedio para todos los males que aquejaban al país. Carente de contactos en otros grupos sociales como la burguesía, la intelectualidad o la nobleza, no contaba con el apoyo de segmento alguno de la población. Con escasos amigos íntimos, apenas participaba en la vida social de la capital. Entre sus colegas de la administración no era querido ni se confiaba en él; era a menudo despreciativo y sarcástico con sus subordinados, pero obsequioso con aquellos que podían facilitar su ascenso. Este carácter, junto con su clara ambición, le creó numerosos enemigos, que admitían su inteligencia, pero le consideraban, en palabras de un colega, «hábil y lleno de recursos, como Belcebú». Algunos adversarios, como el ministro de Finanzas Serguéi Witte, le creían carente de convicciones políticas.

### Nombramiento y poderes del ministro

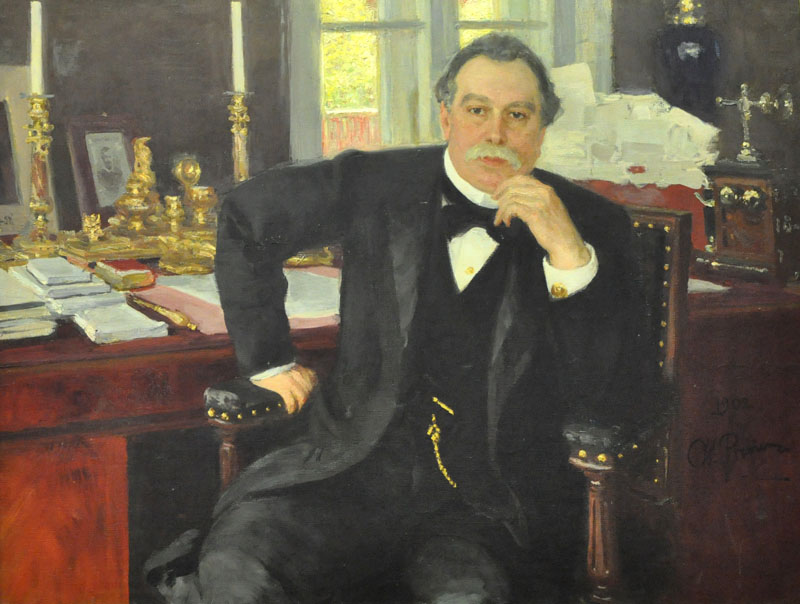
Pleve, retratado por Iliá Repin el año en que se lo nombró ministro del Interior.

El 4 de abril de 1902, dos días después del asesinato de su predecesor en el cargo, el zar lo nombró ministro de Interior. El nombramiento ponía fin a diez años de control parcial de la política gubernamental por el ministro de Finanzas, Serguéi Witte. El zar lo había nombrado descontento por las tímidas medidas represivas de su antecesor asesinado, Dmitri Sipiaguin. El puesto, que gozaba de amplios poderes, era el cargo administrativo más importante del imperio. El país se hallaba en un proceso de modernización, industrialización y transformación social que había producido una grave crisis en el régimen imperial. El Gobierno se enfrentaba a reveses diplomáticos, revueltas campesinas, tensión obrera y entre las minorías nacionales, oposición entre las clases sociales educadas, crecimiento de la actividad revolucionaria y terrorismo político. Se nombró a Pleve para que resolviese estos problemas y restaurase el control estatal de la situación. Empleando una mezcla de represión y reformas, trató de dividir a la oposición política y de atraerse a las principales figuras de la sociedad. Trató de ampliar el poder de la burocracia imperial, y el suyo propio dentro de esta. Sus métodos, que conjugaban una represión brutal de la oposición con reformas diversas (de la administración local, de la legislación agraria y fabril), le otorgaron una reputación de indeseable que oscureció su programa político.
El puesto al que accedió disfrutaba de amplios poderes, que incluían no solamente los distintos departamentos policiales, sino otros dedicados a cuestiones agrarias, de correos y telégrafos, medicina, estadística, religiones —salvo la ortodoxa rusa—, prisiones o censura de prensa. Los gobernadores provinciales dependían de su ministerio, que contaba además con notable autoridad sobre los zemstvos y ayuntamientos. Prácticamente cualquier aspecto de la política nacional dependía de alguna manera del Ministerio de Interior.

### Reforma y control

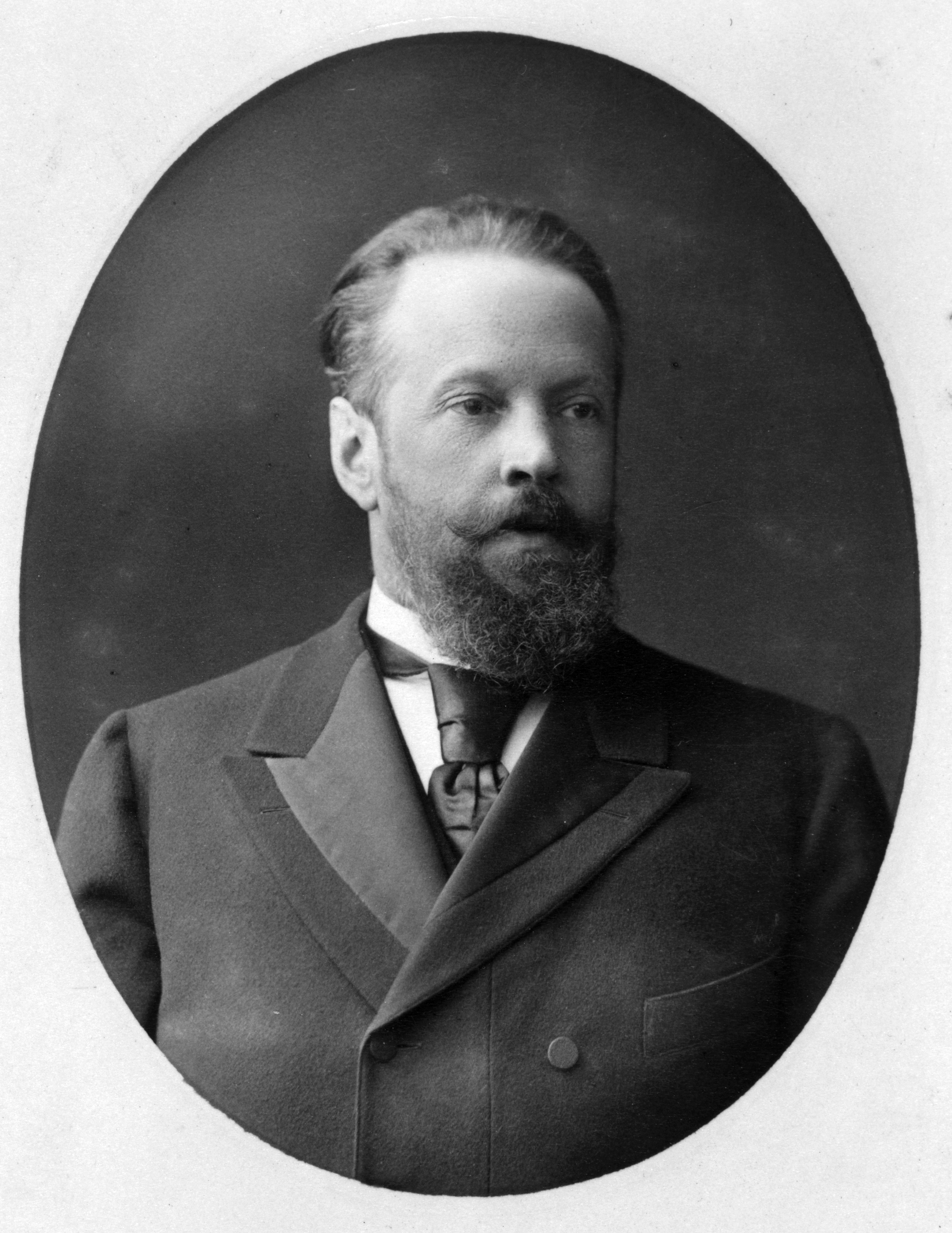
Serguéi Witte, ministro de Finanzas y principal rival por el control de la política gubernamental de Pleve, había llevado a cabo una importante labor de modernización de la economía rusa que, sin embargo, produjo tensiones sociales y políticas a las que Pleve trató de poner fin sin alterar el modelo autocrático.

Abierto a las reformas pero defensor del principio autocrático, fue el autor del ambiguo decreto del 26 de febrero de 1903 que, a la vez que prometía descentralización de la autoridad estatal, garantizaba el control del ministerio sobre los asuntos de la nación. Se oponía, sin embargo, a la participación de la población, a la que creía mal formada para ello, en la gestión del poder gubernamental. Para él la autocracia era garantía de orden y estabilidad. Más inclinado a la represión que a las reformas, intensificó la acción de la policía, las medidas de rusificación de las minorías y acosó a los zemstvos.
Tanto Pleve como Witte admitían la crisis del sistema y la necesidad de reformas, pero su actitud hacia ellas era diferente. Mientras el segundo admitía la necesidad de la cooperación de la sociedad en la aplicación de las reformas, que el Gobierno no podía llevar a cabo en solitario, era consciente de que la autocracia favorecía la oposición de la sociedad al Gobierno y lo privaba de la cooperación que necesitaba. Las medidas represivas solo aumentaban la hostilidad de la sociedad hacia el Gobierno, en opinión de Witte. Para Pleve los cambios, necesarios e inevitables, debían ser graduales y estar controlados en todo momento por el Gobierno. Cualquiera preocupado por la situación del país no debía oponerse al Gobierno imperial, sino cooperar con él; debía ser el funcionariado imperial el que, con la ayuda de los elementos de la sociedad, llevase a cabo las reformas necesarias. Cualquier intento de oposición a la autocracia o de obtener poder político debía combatirse con decisión, sostenía Pleve. El Gobierno debía aceptar a aquellos dispuestos a trabajar con él pero, al mismo tiempo, perseguir con dureza a la oposición.

### Reforma y control del campo
Un discurso del zar en Kursk el 30 de agosto de 1902 indicó el cambio de prioridades del Gobierno: tras una década concentrado en el desarrollo industrial, el Gobierno volvía a atender a los asuntos de la Rusia rural, para lo que esperaba obtener la cooperación de los zemstvos y de la nobleza. La declaración imperial, inspirada por el ministro, mostraba a la vez el deseo de conciliación de la burocracia zarista hacia los zemstvos y su deseo de limitar su participación a los asuntos locales.
En el otoño de 1902, Pleve ya había mostrado cuál iba a ser su actitud hacia el campo ruso: dureza en la represión de las revueltas, como había demostrado poco después de tomar posesión en Járkov y Poltava, y firmeza ante las actividades ilegales de los zemstvos; al mismo tiempo, disposición para revisar la legislación campesina para aumentar el control estatal en el campo, a ser posible con la cooperación de los elementos más conservadores y mayoritarios de los zemstvos —la corriente eslavófila—. El principal enemigo del ministro en el campo era el llamado «tercer elemento» —los empleados de los zemstvos para cubrir sus funciones: profesores, agrónomos, ingenieros, médicos...—, al que Pleve llegó a acusar de atizar los desórdenes campesinos y de conspirar para acabar con «el orden establecido».

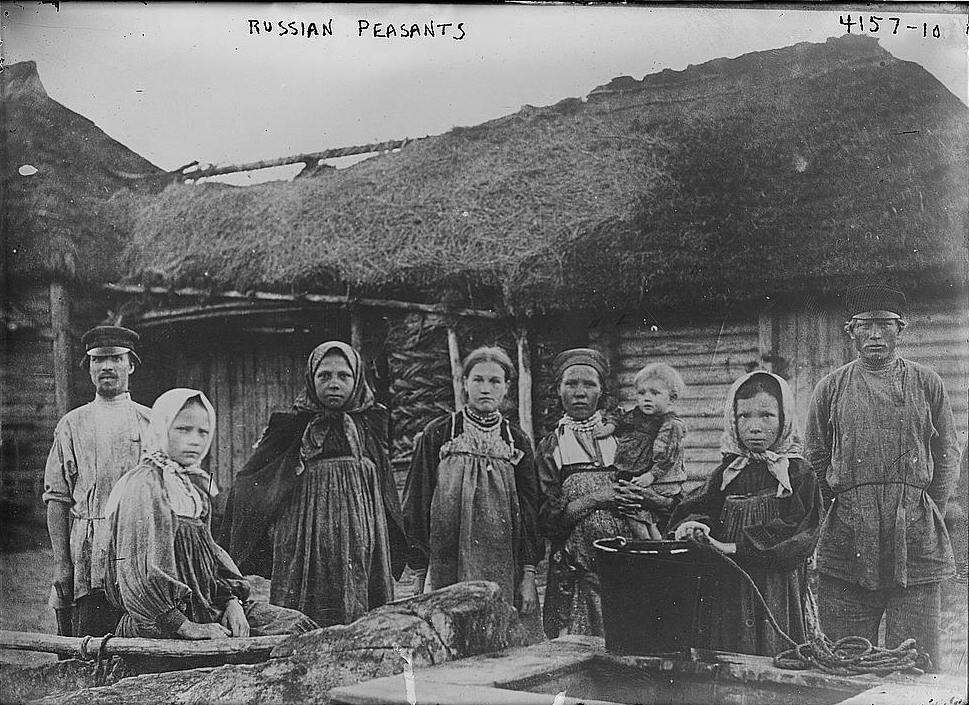
Campesinos rusos. Pleve trató de aprobar una serie de importantes reformas que combinaban el abandono paulatino de la tradicional comuna con el reasentamiento de los campesinos de zonas superpobladas en otras de escasa población rusa y el aumento del control de la administración imperial en las zonas rurales.

En el manifiesto imperial del 26 a febrero de 1903, redactado a toda prisa por encargo del zar, el Gobierno se mostró dispuesto a modificar algunos importantes aspectos que regulaban la vida campesina, como la abolición de la responsabilidad comunal de las deudas e impuestos y la posibilidad de que los campesinos abandonasen la tradicional comuna campesina. El Gobierno contemplaba por fin alternativas al colectivismo como sistema social de las zonas rurales. No la abolía directamente, medida que hubiese sido radical, pero contemplaba la posibilidad de un cambio paulatino que no pusiese en peligro el sistema autocrático. Antecesora de la reforma de Piotr Stolypin, la de Pleve preveía el surgimiento gradual y controlado de campesinos propietarios, salidos de la comuna, mientras el resto del campesinado quedaba bajo un sistema tutelar gestionado, no ya por la nobleza como antaño, sino por el Estado. Muchos de los funcionarios que participaron en la reforma de Pleve lo hicieron más tarde en la de Stolypin.
Con el mismo objetivo de cambiar la situación del agro ruso, Pleve envió delegados a la comisión que estudiaba la estrategia del Banco Campesino, fundado en 1883. A diferencia de Witte, que dominaba la comisión, Pleve se oponía a que el grueso del crédito se destinase a los campesinos acomodados y a la compra de tierras de los nobles y su entrega a aquellos; Pleve deseaba que los fondos del banco se destinasen al reasentamiento de los campesinos pobres de las zonas superpobladas en otras —como el Cáucaso o las provincias occidentales— donde su asentamiento aumentase la proporción de rusos y con ellos la seguridad del Estado. En opinión de Pleve, su ministerio debía participar en la asignación de fondos, que debía servir principalmente para aumentar la estabilidad del país y el control de la administración. El punto de vista de Pleve prevaleció una vez eliminado del poder Witte y se promulgó como ley el 6 de junio de 1904. El Estado controló a partir de entonces el reasentamiento de campesinos, que recibían ciertas ventajas si su traslado favorecía los intereses estatales.
La ruptura entre los zemstvos y Pleve se produjo a finales de 1902 y comienzos de 1903. La razón principal fue la diferencia de percepciones en las funciones de aquellos; para Pleve, los zemstvos no eran en el fondo más que organismos administrativos que debían someterse en última instancia a la administración provincial. Para los miembros de los  zemstvos, incluso los más moderados y conservadores, la lealtad esencial la debían no al Gobierno imperial, sino a sus electores y consideraban la defensa de la independencia de sus organismos como fundamental. Pleve veía a los zemstvos  y su empeño por formar organizaciones a nivel estatal como una amenaza al sistema político; una asamblea nacional de zemstvos podía fácilmente convertirse en el germen de un Parlamento, del que carecía el autocrático Imperio ruso, y en el comienzo del fin de la monarquía. Sus exigencias de una Constitución las percibía como una traición a la autocracia. Los intentos de conciliación entre las dos partes fracasaron; Pleve había fracasado en su intento de atraer a los elementos más conservadores y aislar así a los opositores más radicales dentro de los zemstvos. A partir de entonces, privado de la cooperación de las organizaciones de la sociedad en sus programas de reforma, tuvo que limitarse a tratar de lograr la ayuda de individuos y de tratar de llevarlos a cabo frente a la oposición general.
En abril de 1904, y para escándalo de la oposición más moderada agrupada en torno a estos, Pleve se negó a aceptar el nombramiento de Dmitri Shípov, partidario de la formación de una organización nacional de zemstvos, como presidente de los zemstvos de la gobernación de Moscú; el ministro temía que, con el tiempo, tal institución entrase en conflicto con la administración zarista. Pleve, que previamente había tratado infructuosamente de lograr la cooperación de Shípov, temía las posibles consecuencias políticas de la formación de una organización nacional de zemstvos como la que Shípov había creado para aliviar la situación de los heridos de la guerra ruso-japonesa y la de sus familias: que esta comenzase a tratar asuntos políticos nacionales en vez de limitarse a los asuntos locales como exigía la ley.

### Reforma de la administración
El Gobierno ruso tenía escaso control sobre los sucesos de las zonas rurales, tanto por lo complicado de la administración local como por la falta de funcionarios en estas regiones. Según Pleve, el problema era administrativo y la lentitud de reacción del Gobierno imperial a los acontecimientos de las zonas rurales era una de las causas de la crisis del sistema imperial. Pleve propuso una reforma de la administración con varias características: la descentralización del control de los asuntos rurales, que pasaría a los gobernadores provinciales —dependientes de su ministerio—; la unificación de los distintos organismos que trabajaban a nivel provincial y local, tanto los elegidos localmente como los dependientes de distintos ministerios, bajo el control de los gobernadores; y la participación de la sociedad local en los asuntos locales. La participación de la sociedad rural, sin embargo, no se haría mediante la creación de organismos nacionales que coordinasen a los zemstvos, sino mediante conferencias consultivas del Ministerio del Interior a las que se convocaría a estos. El borrador legislativo presentado por Pleve al zar en octubre de 1902 reflejaba este plan fundamental: el de reforzar la autoridad de los gobernadores provinciales en la gestión de todos los organismos provinciales y locales; el zar dio su aprobación al borrador, que pasó a una comisión de estudio en enero de 1903. El plan de Pleve debía fomentar la cooperación de los zemstvos, reducir su oposición a la administración imperial y, a la vez, reforzar el poder de su ministerio.
Las conclusiones de la comisión presidida por Pleve y fundada en el manifiesto de febrero de 1902 privaba a ayuntamientos y zemstvos de toda autonomía; los gobernadores provinciales podrían despedir a sus miembros, escoger los asuntos que podían tratar o sustituirlos en las materias que considerasen convenientes. Los organismos de los demás ministerios que operaban en las provincias quedaban sometidos asimismo a los gobernadores lo que, en la práctica, los sometía indirectamente al Ministerio del Interior. La reforma propuesta por la comisión de Pleve nunca llegó a aprobarse, pero sí lo fueron medidas parciales con el mismo objetivo. En mayo de 1903, por ejemplo, los inspectores fabriles dejando de depender del Ministerio de Finanzas para empezar a serlo de los gobernadores. El mes anterior, el sistema de zemstvos se había extendido a las provincias bálticas, pero de una manera completamente modificada: sus miembros no eran elegidos, sino designados por los gobernadores de entre los miembros de las clases acomodadas. Estos zemstvos remozados eran ejemplo del modelo de administración local preferida por Pleve: organismos creados como ramificaciones de la administración imperial para tratar asuntos locales, siempre sometidos a los gobernadores provinciales.
El 5 de mayo de 1903, se aprobó además una importante reorganización de la policía. Hasta entonces en las zonas rurales la policía la habían formado campesinos elegidos para el puesto durante un periodo de tiempo, sin formación ni salario, las «decenas» y «centenas» —dependiendo del número de hogares que los elegía—. El cargo era mal visto y atraía a menudo a personajes corruptos e incompetentes, incapaces de lidiar con crisis como las de Poltava y Járkov a las que se había tenido que enfrentar el ministro. Este logró aprobar la sustitución paulatina —en un periodo de cinco años y medio— de las «centenas» por un cuerpo de policía remunerado con un agente por cada dos mil quinientos habitantes; la falta de fondos impidió sustituir también a las «decenas». Nuevamente, la medida reforzaba el poder de los gobernadores, que veían aumentada notablemente las fuerzas policiales a sus órdenes, así como su poder en los asuntos de las comunidades rurales. También aumentaba directamente el del ministerio, que podía trasladar a estos agentes de una provincia a otra en casos que considerase de emergencia. La reforma policial, que tenía el objetivo de tratar de evitar desórdenes en las zonas rurales como los de 1902, debían sufragarla los campesinos.
En octubre el ministerio presentó su reforma de la administración local, que debía crear un nuevo organismo dependiente de él, la Oficina Principal para Asuntos Locales, con un Consejo de Asuntos Locales, presidido por el ministro y que incluiría a todos los jefes departamentales del ministerio, los de otros ministerios afectados así como algunos representantes locales —elegidos siempre por el ministerio, no elegidos y sin carácter representativo—. El Consejo, además, era puramente consultivo y carecería de poderes para limitar la acción del ministerio. Estas limitaciones desilusionaron a los representantes de los zemstvos y el plan no logró el respaldo de la sociedad en general, pero se convirtió en ley el 22 de marzo de 1904. Sus efectos, no obstante, fueron mínimos y el Consejo se creó tardíamente, en 1908. Las escasas concesiones de Pleve a los zemstvos hacían que ni siquiera la oposición más moderada quedase satisfecha con ellas.

### Medidas hacia las minorías
Poco después de la toma de posesión de Pleve, tuvo lugar el pogromo de Kishinev, del que se hizo responsable al ministro. Si bien el que ordenase las matanzas está en entredicho, la pasividad de las fuerzas policiales y las medidas que adoptó posteriormente (prohibición de que se formasen organizaciones de defensa judías, censura de los diarios críticos con la actuación del Gobierno, negación de ayuda financiera a las víctimas, intervención a favor de la liberación de los autores, insistencia en celebrar un juicio a puerta cerrada o amenazas a la comunidad) le hicieron parecerlo tanto en Rusia como en el extranjero. Instigador directo o no de la matanza, Pleve, antisemita, había fomentado el antisemitismo que las había causado, además de no actuar con diligencia para prevenirlas. Este sentimiento de odio hacia la población judía, común entre la administración rusa, lo compartía el propio monarca. El Gobierno favorecía la represión de la población judía, tendencia que Pleve toleraba y respaldaba. El antisemitismo oficial se convertía, entre la población, en justificación y acicate a los ataques contra los judíos.
La matanza y el papel de Pleve acabaron con la reputación del ministro entre la sociedad rusa, además de ganarse con ella el odio de miles de judíos, entre ellos el que acabaría asesinándolo. Complicó además su tarea de resolver el problema de los nacionalismos del imperio, especialmente el judío. El nacionalismo de las minorías, opuesto al ruso, se extendió a finales de siglo; la respuesta de la administración fue una serie de medidas de rusificación de las minorías, que Pleve apoyó. Para Pleve, los intereses del Estado eran lo principal; dispuesto a ciertas concesiones de autonomía local, estas no podían nunca, en su opinión, poner en riesgo lo que consideraba los intereses del imperio. Como ministro, tuvo que enfrentarse principalmente al nacionalismo de tres minorías: la judía, la armenia y la finlandesa.

#### Pleve y la comunidad judía

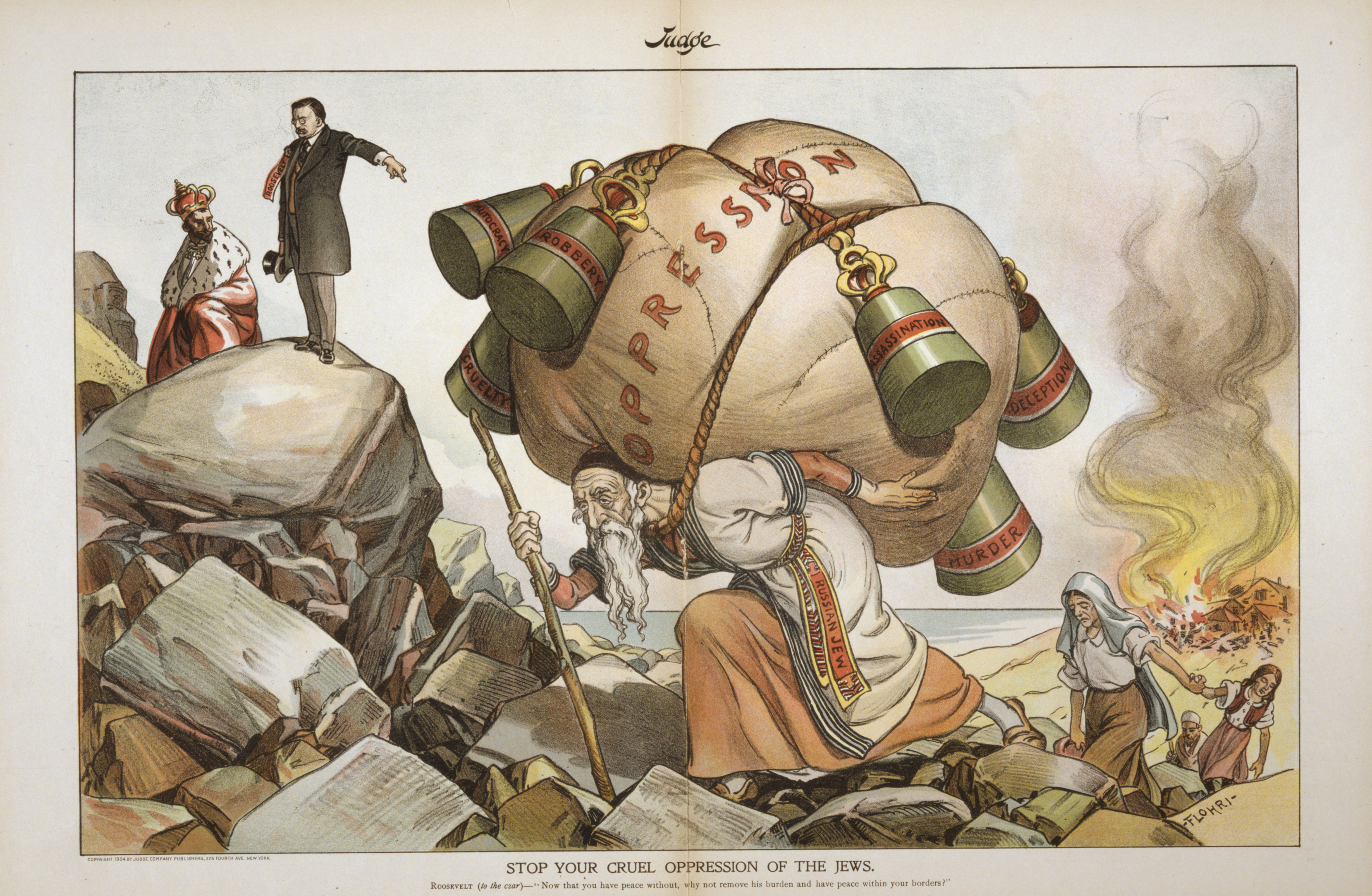
Ilustración de denuncia de la opresión zarista de la población judía. Pleve, antisemita, apoyó las leyes que perpetuaban la discriminación, a pesar de ser consciente de la consecuente radicalización de parte de la comunidad.

Para Pleve, como para muchos otros funcionarios del imperio, los judíos constituían una raza superior en industria, ambición o habilidad que suponía una amenaza. Para enfrentarse a esta, el Gobierno los sometía a discriminación y persecución. Estas empujaban a muchos de ellos al movimiento revolucionario. Para cuando Pleve asumió el Ministerio de Interior, la situación de la población judía rusa era desesperada: concentrada en los guetos de las poblaciones de la zona de asentamiento, crecía en ella el respaldo a los movimientos revolucionario y sionista y la oposición al Gobierno. Consciente de las consecuencias negativas de la legislación antisemita, la consideraba, no obstante, necesaria para la «protección del campesinado». Deseoso de mejorar su situación económica, que veía como causa de su creciente radicalismo, Pleve ofrecía su habitual combinación de ayuda y represión. Amplió las zonas en las que podían asentarse en mayo de 1903 y se opuso a la aprobación de nuevas medidas de discriminación que, sostenía, solo servirían para agravar el problema. Favoreció además el sionismo, deseoso de deshacerse de la mayor proporción posible de la comunidad, para lo que mantuvo contactos con Theodor Herzl y permitió la celebración de una conferencia sionista el Minsk.
La comisión sobre legislación judía, que finalmente no aprobó grandes nuevas medidas por el estallido de la guerra con Japón, logró, empero, algunas mejoras de la situación de los hebreos en el imperio durante el verano de 1904, poco después del asesinato del ministro. Pleve consiguió mejorar ligeramente la situación de los súbditos judíos del imperio, aunque se opuso a la abolición completa de las medidas discriminatorias que sufrían.

#### Pleve y los finlandeses
Ante el problema del descontento de la población finlandesa con las medidas de rusificación, Pleve aplicó la misma mezcla de represión de la oposición y concesiones a los moderados que en otros ámbitos; en este caso, estas debían servir para dividir a la oposición, que constaba de dos corrientes, la de cultura finlandesa y la de cultura sueca. El ultranacionalista Nikolái Bóbrikov, gobernador general de Finlandia, rechazó sus sugerencias de moderación, sosteniendo que serían ineficaces frente al nacionalismo finlandés. En realidad, las diferencias entre el gobernador general y el ministro eran más de forma que de fondo. Las medidas de ambos solo exacerbaron la oposición de los finlandeses de todas las clases sociales al Gobierno imperial. A finales de marzo de 1903, con protestas continuas en la región, Pleve logró que el zar aprobase la declaración de la región como zona de «seguridad reforzada», lo que otorgó al gobernador general poderes extraordinarios para enfrentarse a la oposición finlandesa. Las medidas de Bóbrikov produjeron una notable oposición entre las naciones europeas. La política hacia Finlandia, defendida abiertamente por Pleve, resultó un fracaso: ni acabó con el separatismo en la región ni reforzó al Estado, consecuencias que el propio Pleve tuvo que acabar admitiendo. Con el estallido de la guerra ruso-japonesa, quedó patente lo inútil de las medidas rusificadoras, tanto por el deseo de muchos finlandeses de que el Imperio ruso perdiese la guerra, como por la dificultad de lograr el reclutamiento de finlandeses en el Ejército; ambos condujeron a nuevas medidas represivas.

#### Pleve y la iglesia armenia
A pesar de las dudas de Pleve, este acabó defendiendo la decisión de expropiar las propiedades de la Iglesia armenia; a pesar de la oposición del Consejo de Ministros, el zar la aprobó el 12 de junio de 1903. La medida distribuía las propiedades entre los ministerios de Agricultura e Interior y entregaba las escuelas armenias al Ministerio de Educación. La medida produjo gran oposición entre la población armenia, que se manifestó para exigir a sus autoridades eclesiásticas que se resistiesen a ella. Finalmente, Pleve impuso la expropiación, que se llevó a cabo generalmente con brutalidad, atizó el terrorismo de los revolucionarios armenios y aumentó la inseguridad en el Cáucaso. Como en el caso de la comunidad judía y de la finlandesa, las medidas represivas contra los armenios resultaron contraproducentes y fortalecieron a la oposición al Gobierno imperial.

### El problema obrero

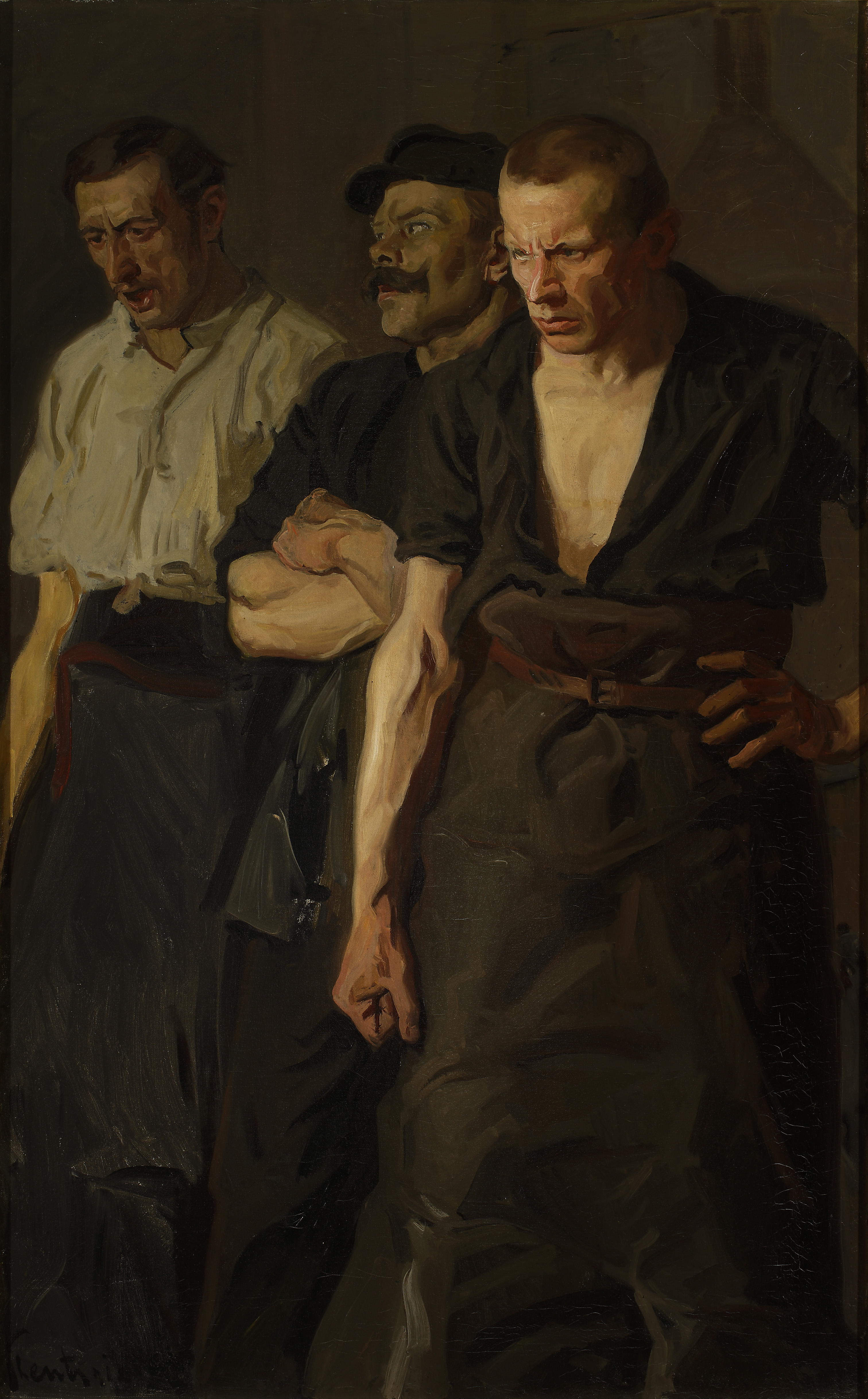
Huelga, de Stanisław Lentz. La extensión de las huelgas por gran parte del imperio en el verano de 1903 y la participación en ellas de las organizaciones bajo control policial hicieron que Pleve pusiese fin al experimento del socialismo policial dirigido por Serguéi Zubátov, al que había apoyado con cierta reticencia.

Pleve había presidido la comisión especial sobre legislación fabril en 1885 que había sentado las bases de la actitud general del Gobierno ante la situación de los obreros del país. Temeroso de las consecuencias políticas de la insatisfacción obrera por las durísimas condiciones de vida que tenían que soportar, el Gobierno imperial adoptó una actitud mixta, de represión de cualquier desorden o agitación revolucionaria entre los obreros, a la vez que trataba de mejorar su situación, protegerlos de los abusos de los empresarios, y erigirse así en el referente de aquellos para la defensa de sus intereses, desplazando en este papel a los revolucionarios. Del trabajo de la comisión habían surgido varias leyes que habían prohibido el trabajo nocturno de mujeres y menores de edad, regulado la relación entre empresario y obrero, prohibido las multas de los empresarios, los alquileres de herramientas a los empleados, el pago en especie, etc. Además se había ampliado el cuerpo de inspectores de fábricas creado en 1882. A pesar de estas medidas, la situación real de los obreros mejoró poco. El Gobierno seguía prohibiendo los sindicatos, las huelgas y mantenía el coste de las acciones legales fuera del alcance de los trabajadores. Los inspectores además no siempre se mostraban capaces o dispuestos a corregir los abusos empresariales. Los industriales contaban asimismo con el respaldo habitual del Ministerio de Finanzas, interesado principalmente en el mantenimiento del orden y el desarrollo industrial del país. En 1899, tras una nueva ola de protestas en la industria por las deplorables condiciones de los trabajadores, el Ministerio de Interior logró crear un cuerpo de policía fabril, a pesar de la oposición del de Finanzas. Las investigaciones posteriores de la policía confirmaron que las malas condiciones que sufrían los obreros eran la causa principal de las protestas.
Pleve decidió afrontar el problema con tres medidas: la aprobación de nueva legislación que mejorase la situación de los trabajadores, el aplastamiento de cualquier desorden y la ampliación de las competencias de su ministerio en esta área. Para la primera logró el acuerdo del Ministerio de Finanzas y de algunos empresarios, dispuestos a realizar concesiones para evitar las protestas obreras. Se creó el cargo de representante fabril que podía presentar las quejas de los trabajadores ante los propietarios y la inspección, se aprobó una ley sobre accidentes de trabajo y poco más tarde otra que regulaba las horas extraordinarias. Las medidas, sin embargo, nuevamente tuvieron un impacto limitado en la situación de los obreros, que seguían sin disfrutar de derecho a huelga o a sindicarse. Las medidas de supresión de los desórdenes llevaron durante el invierno de 1902-1903 a una serie de choques entre obreros y fuerzas de seguridad que produjeron varias decenas de muertos y heridos en distintas zonas del país y aumentaron la hostilidad obrera hacia el Gobierno, al contrario de lo que Pleve deseaba. La tercera medida llevó a una reorganización de las fuerzas policiales y a la aplicación de un novedoso programa de socialismo policial, dirigido por el nuevo jefe de la Ojrana, Serguéi Zubátov.
Zubátov amplió las redes de la Ojrana, en contra de lo prometido originalmente por Pleve, que había afirmado que las desmantelaría. El ministro respaldó, aunque con reticencias, los planes del jefe de la policía secreta para extender sus sindicatos bajo control policial; los planes de Zubátov cumplían en parte los objetivos de convertir al Gobierno en defensor de los obreros, de mantener a estos bajo vigilancia de las fuerzas de orden y de desarmar así a las fuerzas revolucionarias. Por otro lado, Pleve temía que estas organizaciones pudiesen descontrolarse y convertirse en focos de oposición al Gobierno.
En el verano de 1903, cuando la situación del país parecía en calma y las reformas agraria y de la administración parecían encaminadas y Pleve se disponía a descansar unos días en su hacienda campestre, estallaron huelgas entre los ferroviarios y marinos de Odesa que a mediados de julio se habían extendido a todo el sur del país. Los desórdenes lo llevaron a ordenar el arresto de los sindicalistas policiales de Odesa, parte de la red controlada y subvencionada por Zubátov, y a poner fin al experimento de socialismo policial. El pogromo de Kishinev, la posible complicidad del ministro, la restricción de sus actividades por orden del Ministerio de Interior en abril y la circular contra el movimiento sionista de junio llevaron al Partido Obrero Independiente Judío —parte también de la trama de Zubátov— a disolverse a comienzos de julio, completamente desacreditado entre sus numerosos partidarios. La involucración de los sindicalistas policiales en las protestas, su amplitud —abarcaron diversas zonas del país— y el peligro de que estas sirviesen a Witte para denunciarlo ante el emperador lo llevaron a poner fin al programa de Zubátov. En distintos puntos del país, la orden de Pleve de utilizar las tropas contra los huelguistas y manifestantes, cada vez más numerosos, produjo víctimas mortales. La represión de las protestas, debidas según las posteriores investigaciones del propio ministerio a las malas condiciones trabajo, resultaron contraproducentes: eliminaron a los sindicatos controlados por la policía, reforzaron a los socialdemócratas y mostraron la disposición de Pleve de aplastar por las armas las protestas. El ministro, sin embargo, logró culpar de los desórdenes a Zubátov, que trató en vano de intrigar contra Pleve con el apoyo de Witte.
La marcha de Zubátov dejó a Pleve temporalmente sin alternativa ante el problema del proletariado urbano. A pesar de sus temores sobre las posibles consecuencias de organizar a los obreros, ofreció su apoyo a uno de los colaboradores de Zubátov, el sacerdote Gueorgui Gapón, que formó la Asamblea de Trabajadores Fabriles de la Ciudad de San Petersburgo, organización que creció con rapidez. Los intentos de extender su organización a otras partes del país en junio de 1904 y las críticas de Gapón a la dependencia de los restos de la organización obrera moscovita de las autoridades acabaron por alarmar a Pleve, que amenazó al sacerdote con el exilio interior en caso de continuar con la agitación obrera. Su asesinato pocos días después permitió a Gapón continuar con sus actividades.

### La guerra con Japón
Pleve tuvo un papel secundario pero importante en los acontecimientos que condujeron a la guerra ruso-japonesa. Apoyó la postura belicista del favorito imperial Aleksandr Bezobrázov. Su apoyo a rechazar el acceso de las potencias a Manchuria y su persecución de las minorías privaron a Rusia del apoyo de aquellas. Además, su respaldo a la formación de un nuevo virreinato oriental complicó que se pudiese llegar a un acuerdo pacífico con Japón. A pesar de no participar en algunas de las principales conferencias en las que se decidió que el país no se retirase de Manchuria y que condujeron al conflicto con Japón, Pleve respaldó fundamentalmente la postura de los ministros presentes que precipitó la contienda. La razón principal era que el favorito del emperador se oponía a la actitud, más moderada, de su rival Witte, al que Pleve deseaba debilitar a través de Bezobrázov y de la crisis asiática. Asimismo, y a pesar de su desconocimiento en política exterior, Pleve se inclinaba a respaldar la postura de fuerza de Bezobrázov frente a las concesiones. Incapaz de vislumbrar el peligro para el régimen imperial de una derrota militar, deseoso de afirmar su supremacía sobre Witte y temeroso de oponerse al favorito del zar y poder perder así su favor, Pleve acabó secundando al grupo de aventureros que llevó al país a la guerra.
Tuvo probablemente un papel destacado en el nombramiento al frente de las fuerzas rusas el ministro de Defensa, el general Alekséi Kuropatkin, y no dudó en ningún momento de la victoria final rusa, a pesar de los continuos reveses militares. El creciente descontento por las derrotas militares, que parecían confirmar la incompetencia gubernamental, llevó a Pleve a intensificar la represión.

## Últimos meses de gestión y muerte
El paso de Witte a la presidencia del Gobierno —cargo honorífico sin poder real—, convirtió a Pleve en el ministro más poderoso del país. Para entonces, sin embargo, sus medidas ya se habían mostrado ineficaces; a pesar de haber logrado el apoyo del zar, había agravado la hostilidad de la práctica totalidad de la sociedad rusa hacia el Gobierno. Además de acentuar el desapego de las minorías, los obreros concedían cada vez mayor atención a la propaganda revolucionaria, la relación con las clases medias también empeoró y la guerra, tras un breve momento de patriotismo pasajero, agravó la crisis por los continuos desastres militares. En vez de poner en marcha su plan de reformas, Pleve reaccionó a la agudización de la crisis aumentando la represión.
A pesar de ello, en mayo de 1904, Pleve lograba otro éxito capturando al dirigente de la Organización de Combate Socialrevolucionaria, Grigori Gershuni y esta quedaba, según los deseos del propio Gershuni, encabezada por un agente secreto de la policía, Yevno Azef. En poco más de un año, como ya había sucedido en la década de 1880, Pleve parecía haber logrado desbaratar la organización terrorista, que ahora quedaba presidida por un subalterno del ministro. Azef, leal en realidad solo a sí mismo, sopesaba el peligro de la nueva situación, al frente de una organización cuyos planes no podía hacer fracasar sistemáticamente sin levantar sospechas. Así, mientras la policía hacía progresos en su lucha con los revolucionarios, extendiendo su organización por el país, aumentando la vigilancia y deteniendo no solo a Grigori Gershuni y a parte de la Organización de Combate Socialrevolucionaria, sino a otras células revolucionarias en varias ciudades del imperio, Azef preparaba el asesinato de Pleve. Azef mantuvo su doble papel de agente policial —comunicando al ministerio parte de los detalles del plan contra Pleve— y terrorista revolucionario —respaldando el plan de los subordinados más decididos para eliminar de inmediato al ministro—. El primer atentado, el 18 de marzo de 1904 y del que Azef solo había informado parcialmente a las autoridades, falló cuando uno de los terroristas, que temía que le seguían, abandonó su puesto. Dos nuevos intentos de acabar con Pleve fracasaron el 24 de marzo y el 1 de abril. Cada vez más bajo sospecha de los socialrevolucionarios, Azef decidió deshacerse del ministro para garantizar su propia seguridad. Para entonces seis intentos de asesinato del ministro habían fracasado. Pleve seguía confiando en que Azef, como agente de su ministerio, le informaría en caso de que se planease algún nuevo atentado contra él. Azef, por el contrario, había comunicado al ministerio que los ataques contra el ministro se habían abandonado por falta de bombas.

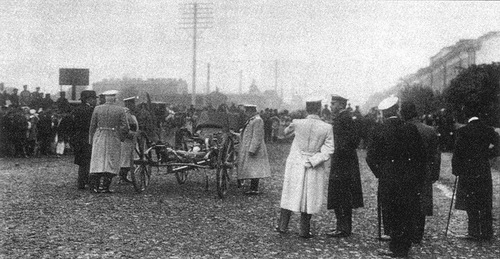
Policías junto al carruaje del ministro tras el atentado que le costó la vida en julio de 1904.

Tras un periodo de vigilancia de los desplazamientos del ministro, se trazó un plan para asesinarlo con cuatro terroristas armados con bombas que lo asaltarían en su camino a presentar los informes habituales al zar. Mientras que el primer terrorista solo debía lanzar su bomba al carruaje de Pleve en caso de que diese la vuelta, el segundo debía realizar el ataque principal, quedando el tercero y cuarto en reserva en caso de que el primer ataque fallase y el vehículo continuase avanzando. Borís Sávinkov quedó al mando de la operación, que se planeó para el 8 de julio. Al no presentarse el principal terrorista, Egor Sazónov, el atentado se pospuso al 15. Reunidos con Sávinkov en la Estación Varsovia, los cuatro terroristas recibieron sus bombas y marcharon separadamente a Izmáilovski Prospekt disfrazados de ferroviarios para ocupar sus posiciones de ataque.
Pleve marchaba como era habitual a presentar su informe semanal al emperador, en su carruaje acompañado por detectives en bicicleta y por su guardaespaldas personal, que lo seguía en otro carruaje. El grupo debía pasar por Izmáilovski Prospekt camino de la Estación Varsovia para tomar el tren de las 10:00 de la mañana a Peterhof. Alrededor de las 9:40, Sazónov se precipitó sobre el carruaje con su bomba envuelta en un periódico; a pesar de chocar con uno de los detectives que protegían al ministro, logró lanzarla por la ventana del carruaje, que explotó. La explosión reventó el vehículo, mató al cochero y al ministro e hirió de gravedad al terrorista y a un oficial, y a otros transeúntes y al detective que había chocado con el asesino, menos gravemente. Pleve, con la cabeza mutilada, el brazo casi arrancado, un boquete en el costado y una esquirla del coche en el cráneo, había muerto instantáneamente.

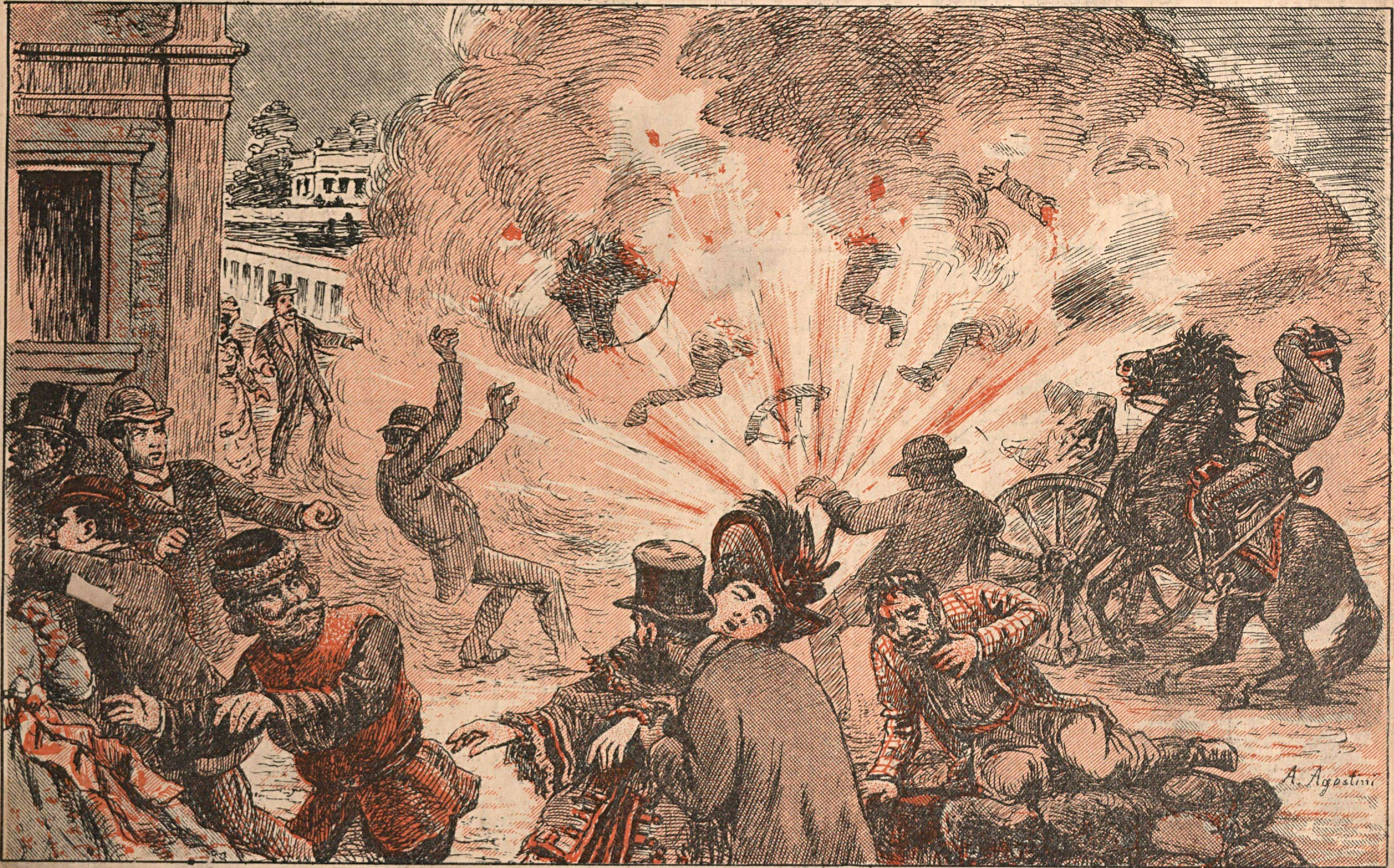
Asesinato del Sr. Pleve, ministro del interior (Angelo Agostini, O Malho, 1904).

Su muerte, que no costó a Azef la confianza de la policía, dio paso a un nuevo periodo más conciliador con la oposición política, protagonizado por el sucesor de Pleve al frente del ministerio de Interior, el príncipe Piotr Sviatopolk-Mirski. Para entonces el ministro se había convertido en símbolo de la intransigencia y de la arbitrariedad del régimen. Su muerte, para sorpresa de algunos observadores, fue poco lamentada, incluso por los partidarios del régimen autocrático, entre los que Pleve se había ganado numerosas enemistades. Su asesinato fue el acontecimiento que marcó el cambio de actitud de la sociedad en 1904, mostró la intensidad del disgusto por la situación política y dio comienzo a un periodo de mayor agitación contra la guerra y el Gobierno.
Su programa de reformas, a menudo sin aplicar, sirvió, sin embargo, como precursor de otras posteriores. Sus medidas represivas, contraproducentes, solo causaron el aumento de las filas de la oposición, situación que sus sucesores no lograron cambiar. Las acciones de Pleve causaron la hostilidad de la práctica totalidad de la población contra la autocracia, aumentando el descontento que estalló poco después en la Revolución de 1905. Incluso las causas inmediatas de la revolución, la derrota militar y la matanza de manifestantes en el Domingo Sangriento, se debían en parte a Pleve, que había defendido a los belicistas que habían llevado al país a la contienda y había apoyado y financiado las actividades del padre Gueorgui Gapón.